# Gigliola Valandro
Gigliola Valandro (Montagnana, 9 gennaio 1909 – 15 maggio 1985) è stata una politica italiana.
Laureata in lettere e filosofia svolse la professione di insegnante prima di dedicarsi alla vita politica. Deputata alla Camera dal 1948 al 1958 nella I e nella II legislatura della Repubblica Italiana, tra le file della Democrazia Cristiana, si impegnò attivamente nelle questioni scolastiche e sociali. Ricoprì inoltre l'incarico di sindaco di Montagnana dal 1951 al 1958.